# Frozen: Chuyến phiêu lưu của Olaf
Frozen: Chuyến phiêu lưu của Olaf (tên gốc tiếng Anh: Olaf's Frozen Adventure) là một phim ngắn hoạt hình máy tính 3D năm 2017 của Mỹ do Walt Disney Animation Studios sản xuất và Walt Disney Pictures phát hành. Phim ngắn do Kevin Deters đồng đạo diễn cùng với Stevie Wermers, đạo diễn của loạt phim ngắn chủ đề lễ hội Prep & Landing. Frozen: Chuyến phiêu lưu của Olaf có sự góp giọng lồng tiếng của Josh Gad, Kristen Bell, Idina Menzel và Jonathan Groff, dàn diễn viên lồng tiếng của phim điện ảnh Nữ hoàng băng giá năm 2013. Phim được công chiếu dưới định dạng 3D kèm với phim điện ảnh Coco của Pixar vào ngày 22 tháng 11 năm 2017.

## Nội dung
Kỳ nghỉ lễ Giáng sinh đầu tiên kể từ khi những cánh cửa của vương quốc được mở lại và Anna cùng Elsa dự định tổ chức một lễ ăn mừng lớn cho tất cả thần dân xứ Arendelle. Nhưng khi người dân bất ngờ rời lễ ăn mừng sớm để tham gia vào những kỳ nghỉ truyền thống cùng gia đình, hai chị em chợt nhận ra họ không có những lễ nghi truyền thống riêng cho gia đình của chính mình. Vì vậy, Olaf đã quyết định chu du khắp vương quốc để mang về những truyền thống tốt đẹp nhất nhằm cứu vãn buổi lễ Giáng sinh đầu tiên này cho những người bạn thân yêu.

## Lồng tiếng
- Josh Gad vai Olaf
- Kristen Bell vai Công chúa Anna
- Idina Menzel vai Nữ hoàng Elsa
  - Eva Bella vai Elsa lúc nhỏ
- Jonathan Groff vai Kristoff
- Chris Williams vai Oaken

## Sản xuất
Đầu tháng 2 năm 2016, dự án Frozen: Chuyến phiêu lưu của Olaf được công bố dưới danh nghĩa một tập phim truyền hình đặc biệt sẽ được phát sóng trên kênh ABC, tập phim này sẽ do Roy Conli sản xuất và Kevin Deters cùng Stevie Wermers đồng đạo diễn. Tên của tập phim được tiết lộ trong chương trình The Making of Frozen: Return to Arendelle phát sóng trên kênh ABC vào năm 2016, và đồng thời chương trình cũng cho biết tập phim đặc biệt này sẽ có sự xuất hiện của thêm nhiều bài hát nguyên tác mới do Elyssa Samsel và Kate Anderson sáng tác. Tuy nhiên tới tháng 6 năm 2017, các nhà sản xuất lại quyết định sẽ phát hành dự án dưới dạng phim ngắn chiếu rạp kèm với phim điện ảnh Coco của Disney·Pixar vì họ cho rằng tập phim này quá kịch nghệ để trình chiếu trên truyền hình. Dàn diễn viên lồng tiếng gồm Josh Gad, Kristen Bell, Idina Menzel và Jonathan Groff đều trở lại trong dự án này.
Phần âm nhạc của phim được thu âm vào tháng 5, 2017. Đây là phim nhạc kịch đầu tiên của đội ngũ làm phim. Họ nhấn mạnh việc cần phải giữ cho cốt truyện "tương đối đơn giản", và loại bỏ các chi tiết đi lệch khỏi trọng tâm. Tình tiết hài hước về chiếc bánh trái cây trong phim là một mô típ từng xuất hiện trong bộ phim mà họ thực hiện trước đó Prep & Landing. Vào thời điểm kịch bản của phim được viết, đội ngũ làm phim Nữ hoàng băng giá mới trong giai đoạn lên khung ý tưởng cho Nữ hoàng băng giá 2.

## Phát hành
Frozen: Chuyến phiêu lưu của Olaf do hãng Walt Disney Pictures phát hành dưới định dạng 3D kèm với phim hoạt hình Coco của Pixar vào ngày 22 tháng 11 năm 2017. Tại Vương quốc Anh, phim ngắn được chiếu kèm với lần công chiếu lại của phim điện ảnh Nữ hoàng băng giá vào ngày 25 và 26 tháng 11 năm 2017. Ngày 23 tháng 11 năm 2017, Disney công bố kế hoạch phát sóng Frozen: Chuyến phiêu lưu của Olaf trên các kênh truyền hình cáp của Disney ở khu vực Mỹ Latin và dịch vụ truyền hình Netflix vào ngày 8 tháng 12, và sau đó là các kênh truyền hình Azteca 7 và Azteca 13 của Mexico.
Phim ngắn được phát trên kênh ABC lần đầu vào ngày 14 tháng 12 năm 2017, là một phần của chương trình giáng sinh 25 Days of Christmas. Phim ghi nhận 5.64 triệu người theo gõi.
Phim được phát hành dưới dạng DVD độc quyển cho hệ thống Tesco tại Anh vào ngày 7 tháng 12, 2017. Không lâu sau đó, phim cho phép tải về dưới định dạng kỹ thuật số vào 19 tháng 12, 2017. Phiên bản Blu-ray/DVD ra mắt tại Mỹ và Canada vào ngày 13 tháng 11, 2018. Phiên bản kỹ thuật số năm 2017 và Blu-ray/DVD năm 2018 đi kèm theo 6 phim ngắn khác của Disney: Polar Trappers (1938), Winter (1930), The Hockey Champ (1939), The Art of Skiing (1941), Once Upon a Wintertime (1954), và Pluto's Christmas Tree (1952).

## Nhạc phim
Có tổng cộng bốn bài hát nguyên tác do Elyssa Samsel và Kate Anderson sáng tác được sử dụng trong phim ngắn, bao gồm "Ring in the Season", "The Ballad of Flemmingrad", "That Time of Year" và "When We're Together". Phần nhạc nền của phim do Christophe Beck và Jeff Morrow đảm nhiệm. Album nhạc phim đầy đủ được phát hành vào ngày 3 tháng 11 năm 2017 bởi Walt Disney Records.
| Original Motion Picture Soundtrack | Original Motion Picture Soundtrack                | Original Motion Picture Soundtrack                | Original Motion Picture Soundtrack |
| STT                                | Nhan đề                                           | Nghệ sĩ                                           | Thời lượng                         |
| ---------------------------------- | ------------------------------------------------- | ------------------------------------------------- | ---------------------------------- |
| 1.                                 | "Ring in the Season"                              | Kristen Bell Idina Menzel Josh Gad                | 1:58                               |
| 2.                                 | "The Ballad of Flemmingrad"                       | Jonathan Groff                                    | 0:44                               |
| 3.                                 | "Ring in the Season" (Reprise)                    | Idina Menzel                                      | 1:16                               |
| 4.                                 | "That Time of Year"                               | Josh Gad Idina Menzel Kristen Bell Cast           | 3:03                               |
| 5.                                 | "That Time of Year" (Reprise)                     | Josh Gad                                          | 0:52                               |
| 6.                                 | "When We're Together"                             | Idina Menzel Kristen Bell Josh Gad Jonathan Groff | 2:50                               |
| 7.                                 | "Olaf's Frozen Adventure" (Score Suite)           | Christophe Beck Jeff Morrow                       | 4:27                               |
| 8.                                 | "The Ballad of Flemmingrad" (Traditional Version) | Groff                                             | 3:06                               |
| 9.                                 | "Ring in the Season" (Instrumental Karaoke Mix)   | Elyssa Samsel Kate Anderson                       | 1:58                               |
| 10.                                | "That Time of Year" (Instrumental Karaoke Mix)    | Samsel Anderson                                   | 3:02                               |
| 11.                                | "When We're Together" (Instrumental Karaoke Mix)  | Samsel Anderson                                   | 2:49                               |
| Tổng thời lượng:                   | Tổng thời lượng:                                  | Tổng thời lượng:                                  | 25:40                              |

## Phản hồi và đánh giá
Trên trang đánh giá Rotten Tomatoes, Frozen: Chuyến phiêu lưu của Olaf đạt được 67% nhận xét tích cực trên 6 bài đánh giá, với điểm số trung bình là 5.35/10 và điểm từ khán giả là 37% tích cực.
Tuần lễ sau khi Coco được công chiếu tại Mexico, các kênh truyền thông địa phương đưa tin rằng khán giả tại đất nước này đã tạo nên một làn sóng phản đối và bất bình khi phần phim ngắn có thời lượng quá dài. Một vài ngày kế đó, tất cả các rạp chiếu phim tại Mexico đều đồng loạt gửi lời xin lỗi tới khán giả và cắt bỏ hoàn toàn phim ngắn khỏi bản chiếu của Coco. Người xem tại Mỹ cũng có những phản ứng tương tự. Nhà báo Alissa Wilkinson từ trang Vox.com cũng đưa tin khán giả Bắc Mỹ vô cùng phản đối ý tưởng của Disney khi đính kèm một phim ngắn với thời lương lên tới 21 phút trước bộ phim chính. Cô cũng ghi chú thêm rằng phần phim ngắn này nếu được phát sóng trên truyền hình như ban đầu thì sẽ hợp lý hơn.
Nhà báo Simon Boyle viết cho trang The Sun rằng Frozen: Chuyến phiêu lưu của Olaf "không hề làm chúng ta thất vọng" khi đã "cho chúng ta một cầu nối hoàn hảo tới phần phim tiếp nối đang được chờ đợi sắp tới". Indiwire coi đây là "cầu nối", và "tiền đề" cho Nữ hoàng băng giá 2, trong khi The Mirror cảm thấy phần phim giúp "níu giữ người hâm mộ" cho đến phần phim dài tiếp theo. KSDK cho rằng đây là "một 'chuyến phiêu lưu' đáng để trải nghiệm," và Slashfilm viết When We're Together có tiềm năng để trở thành phiên bản năm 2017 của Let It Go. Slate chỉ trích việc bộ phim chỉ mang mục đích thương mại, và đi vào lối mòn trong việc cố biến nhân vật hài phụ trở thành ngôi sao trung tâm. Mặc dù vậy, người đánh giá cảm thấy bị thuyết phục bởi âm nhạc, hoạt hình và một cái kết đầy cảm xúc.

### Giải thưởng
| Năm  | Giải thưởng | Hạng mục                                   | Người nhận và đề cử                                                          | Kết quả | Ref.   |
| ---- | ----------- | ------------------------------------------ | ---------------------------------------------------------------------------- | ------- | ------ |
| 2018 | Annie Award | Best Animated Special Production           | Olaf's Frozen Adventure                                                      | Đề cử   | [ 32 ] |
| 2018 | Annie Award | Animated Effects in an Animated Production | Christopher Hendryx, Dan Lund, Mike Navarro, Hiroaki Narita, Steven Chitwood | Đề cử   | [ 32 ] |
| 2018 | Annie Award | Music in an Animated Feature Production    | Elyssa Samsel, Kate Anderson, Christophe Beck                                | Đề cử   | [ 32 ] |